# سام جانسون
سام جانسون (به انگلیسی: Sam Johnson) نمایندهٔ حوزه انتخابیه سوم تگزاس از حزب جمهوری‌خواه ایالات متحده آمریکا در مجلس نمایندگان ایالات متحده آمریکا است که برای نخستین‌بار در ۸ مه ۱۹۹۱ میلادی به‌عضویت این مجلس درآمد. جانسون در ۲۷ مه ۲۰۲۰ در سن ۸۹ سالگی در شهر پلینو، تگزاس، شهری که آخرین سالهای زندگی خود را در آن سپری کرد، درگذشت.